# Amurrio
Amurrio és un municipi d'Àlaba, de la Quadrilla d'Aiara. Limita al nord amb Aiara i Orozko, al sud amb Urduña i a l'est amb Zuia.

## Topònim
Amurrio és un topònim que apareix documentat d'aquesta forma des del segle xi sense que hagi tingut altres variants conegudes, sent històricament utilitzat tant en llengua basca com en castellà per tant. El seu origen i significat etimològic és desconegut. S'ha tractat de buscar un origen etimològic al nom de tipus descriptiu basat en la llengua basca, però les explicacions així aconseguides semblen bastant forçades, com en els casos per exemple amu urri (mores escasses) o (h)ar murru (mur/serra de pedra); algunes de les explicacions que s'han arribat a proposar per a explicar l'origen etimològic del nom Amurrio.
No obstant això la major part dels filòlegs de prestigi que han estudiat l'assumpte opinen que Amurrio és un antropònim. Koldo Mitxelena pensava que Amurrio derivaria d'un primitiu Amurriano transformat en Amurrio per mutació del sufix -iano en -io. El fenomen de la pèrdua de la n intervocàlica és un fenomen molt habitual en la toponímia basca i existeix un cas Ochandiano→Otxandio, que s'ajustaria com un guant al cas d'Amurrio. No obstant això aquesta hipòtesi presenta el problema que no està documentat Amurriano i que la forma Amurrio és molt antiga, el que indicaria que aquest fenomen s'hauria produït en una època molt primerenca, anterior als altres casos documentats. Sobre el suposat nom personal Amurri que estaria en l'origen del topònim, va existir una població en el segle ix anomenada Amurrihuri a la zona dels Muntanyes Obarenes a la Província de Burgos. Aquesta zona va ser repoblada per bascos i el sufix -(h)uri en llengua basca és equivalent a vila. Sol venir acompanyat a vegades de noms propis i en unes altres de noms comuns. Encara que no val per a demostrar que Amurri va ser un nom propi, si que permet considerar-la una hipòtesi plausible.
Alfonso Irigoyen va apuntar la possibilitat que aquest nom estigués relacionat amb amurru que significa ràbia en llengua basca i que va ser utilitzat com àlies en l'edat mitjana. Cita un Lope Amurru que va viure a Navarra en el segle xiii.

## Concejos
A més de la població homònima que és la capital del municipi i el seu principal nucli de població, el municipi inclou els següents concejos:
- Aloria - 24 hab.
- Artomaña - 79 hab.
- Baranbio - 176 hab.
- Delika - 161 hab.
- Larrinbe - 282 hab.
- Lekamaña - 32 hab.
- Lezama - 260 hab.
- Saratxo - 101 hab.
- Tertanga - 83 hab.

## Economia
L'economia d'Amurrio està basada en la indústria. Posseïx una indústria sidero-metal·lúrgica molt forta centrada en la fabricació de tubs d'acer. A Amurrio estan assentades dues empreses rivals i punteres en aquest sector: Tubos Reunidos i Tubacex, que empren gairebé 1500 treballadors entre les dues. La plantilla de Tubos Reunidos a Amurrio (incloent la filial Inauxa) supera els 1000 empleats. Empreses industrials assentades a Amurrio que segons el Catàleg Industrial Basc superen els 50 treballadors: 
- Aceralava Acería de Álava: És l'acereria de Tubacex. Fabrica semiproductes siderúrgics. Empra 150 treballadors.
- Amurrio Ferrocarril y Equipos: material ferroviari. 175 empleats.
- Industria Auxiliar Alavesa (INAUXA): pertany a Tubos Reunidos. Fabrica peces tubulars per al sector de l'automoció. 140 empleats.
- Kime: mobiliari metàl·lic. 110 treballadors. Pertany al Grup Kider.
- Lázaro Ituarte Internacional: Vàlvules industrials. Pertany al grup Valvospain. Empra a 50 treballadors.
- Möllertech: transformació de plàstics per injecció per als sectors d'automoció i electrodomèstics. Pertany a una multinacional. En la seva planta d'Amurrio hi ha 330 treballadors.
- Tubacex Tuberías Inoxidables (TTI): Pertany al Grup Tubacex. Fabrica tubs d'acer sense soldadura. A Amurrio es troba la planta d'acabat de la producció de tubs que empra 160 treballadors així com l'empresa de comercialització i distribució del grup.
- Tubos Reunidos: tubs d'acer sense soldadura. A Amurrio està la seva seu central així com la seva principal planta de producció. Empra 940 treballadors.

## Festes
- Festes Patronals de l'11 al 17 d'agost entorn de la Festivitat de La nostra Senyora de l'Assumpció, el dia 15 d'agost, i el dia de San Roque, dia 16 d'agost.
- Festes en honor de Sant Prudencio patró d'Àlaba cada 28 d'abril

## Persones il·lustres
- Martín Pérez de Ayala (1504-1566): arquebisbe de València. Natural de Larrimbe.
- Antonio Juan de Arriaga Gurbista (1727-1780): marí i funcionari colonial. Natural de Lezama.
- Prudencio Sopelana (1800-1864): comandant general dels carlins alabesos. Era natural de Tertanga.
- Juan Urrutia Zulueta (1866-1925): enginyer, empresari i polític. Fundador de les empreses Hidroeléctrica Espanyola i Iberduero.
- Justo de Echeguren (1884-1937): sacerdot catòlic que va arribar a ésser bisbe d'Oviedo.
- Jesús de Galíndez (1915-1956): escriptor, jurista, professor i polític del PNB.
- Lucio del Álamo (1913-1988): periodista. Natural de Saratxo.
- Luis Lezama (1936): sacerdot i empresari de l'hostaleria.
- Iñaki Esteban (1961): escriptor assagista i periodista cultural.
- Inma Shara (1975): directora d'orquestra.
- Izaskun Bengoa: (1975): exciclista. Nascuda a Bilbao, però resident a Amurrio.
- Iñaki Bea (1978): futbolista del Real Valladolid Club de Fútbol.
- César Velasco Broca (1978): cineasta.